# Na skaličce
Na skaličce je přírodní památka poblíž obce Číchov v okrese Třebíč v nadmořské výšce 420–460 metrů. Oblast spravuje Krajský úřad Kraje Vysočina. Důvodem ochrany je zachování přirozené pastviny s populací hořečku nahořklého (Gentianella amarella).